# 氯磺酸
氯磺酸（化学式：HSO3Cl）是一种无色或淡黄色的液体，為劇毒。具有辛辣气味，在空气中发烟，是硫酸的一个-OH 基团被氯取代后形成的化合物。分子为四面体构型，取代的基团处于硫酸与硫酰氯之间，有催泪性，主要用于有机化合物的磺化，制取药物、染料、农药、洗涤剂等。

## 制取
工业上用三氧化硫和氯化氢发生化合反应制得氯磺酸：
HCl + SO3 → HSO3Cl
干燥的氯化氢气体通入发烟硫酸，或五氯化磷与浓硫酸反应都可以得到氯磺酸，多用于实验室中：
PCl5 + SO2(OH)2 → HSO3Cl + POCl3 + HCl

## 反应

### 與單質的反應
氯磺酸与碳反应得到二氧化碳、二氧化硫和氯化氢。
与锡反应得到四氯化锡：
Sn＋4HSO3Cl→SnCl4＋2H2SO4＋2SO2
与磷反应得到磷酸。
与锑、砷反应得到对应的三氯化物

与一些硫属元素或碘反应得到多聚阳离子

硒溶于室温下的氯磺酸，得到深绿色溶液：
8Se＋4HSO3Cl→Se82+(深绿色)＋2ClSO3-＋H2SO4 + 2HCl＋SO2

硒溶于热的氯磺酸，得到黄色溶液：
4Se＋4HSO3Cl(热)→Se42+(黄色)＋2ClSO3-＋H2SO4 + 2HCl＋SO2
碲溶于氯磺酸得到红色溶液：
4Te＋4HSO3Cl→Te42+ (红色)＋2ClSO3-＋H2SO4 + 2HCl＋SO2
碘在室温下缓慢地溶于氯磺酸，得到红棕色的溶液：
5I2＋4HSO3Cl→2I5+ (红棕色)＋2ClSO3-＋H2SO4 + 2HCl＋SO2
氯磺酸与硫反应的产物比较复杂，除了产生二氯化硫和二氧化硫之外，还会根据反应条件的差异而得到两种不同的多硫阳离子S192+(红色)和S42+(黄色)

### 与氧化物的反应
氯磺酸遇水发生剧烈水解并发出爆鸣声，生成硫酸和盐酸：
HSO3Cl + H2O → H2SO4 + HCl
与过氧化氢反应得到过一硫酸和过二硫酸：
HSO3Cl + H2O2 → H2SO5 + HCl
2HSO3Cl + H2O2 → H2S2O8 + 2HCl

与氮氧化物反应得到硝基阳离子或亚硝基阳离子：
与三氧化二氮反应：
N2O3 + 3HSO3Cl →2NO+ + 2ClSO3- + H2SO4 + HCl

与四氧化二氮的反应：
N2O4 + 3HSO3Cl →NO2+ + NO+ +  2ClSO3- + H2SO4 + HCl

与五氧化二氮的反应：
N2O5 + 3HSO3Cl →2NO2+ + 2ClSO3- + H2SO4 + HCl
与砷、锑、铋的氧化物反应得到对应的MOSO3Cl (Oxychlorosulfonate)：
M2O3 + 3HSO3Cl →2MOSO3Cl + H2SO4 + HCl
(M＝As，Sb，Bi)

此外，五氧化二钒、二氧化铈、二氧化钍和三氧化二镧与氯磺酸反应分别得到弱电解质H[VO(SO3Cl)4]，Ce(SO3Cl)4，H2[Th(SO3Cl)6]，H[La(SO3Cl)4]

### 与有机物的反应
氯磺酸可用于制备磺酰氯。
Ar-H + 2HSO3Cl → Ar-SO2Cl＋HCl＋H2SO4